# 飞机信息管理系统
飞机信息管理系统（Airplane Information Management System，缩写AIMS）是波音777飞机的“大脑”。它采用四个ARINC 629总线传输信息。每个机翼上各有两台机柜。

## 历史
该系统最早使用Intel 80x86处理器，结合Ada编程语言的编译器和运行时系统。从1988年起的多年来，霍尼韦尔航空运输系统公司与DDC-I的顾问合作，将DDC-I Ada编译器改为AMD 29050架构编写和优化，用于全面开发。“飞机信息管理系统”软件可以说是目前最知名的民用与军用Ada项目。霍尼韦尔有大约550名开发人员为此飞行系统工作。

## 功能

### 主要功能
- 驾驶舱显示系统[7]（如主飞行显示器）
- 飞行管理系统
- 推力管理系统（自动油门）
- 飞行状态监控系统
- 数据通信管理（数据链）
- 驾驶舱通信
- 中央维护系统
- 飞行数据采集系统

### 其他功能
- 飞行数据记录系统[來源請求]
- 飞机空调系统[來源請求]